# Lyperogryllacris luctuosa
Lyperogryllacris luctuosa är en insektsart som först beskrevs av Brunner von Wattenwyl 1888.  Lyperogryllacris luctuosa ingår i släktet Lyperogryllacris och familjen Gryllacrididae. Inga underarter finns listade i Catalogue of Life.